# Gaoping
Gaoping is een stad in de provincie Shanxi van China. Gaoping heeft ongeveer 500.000 inwoners. Gaoping is de zetel van het arrondissement Gaoping. Gaoping ligt in de prefectuur Jincheng.  